# James Turner Morehead (kongressledamot)
James Turner Morehead, född 11 januari 1799 i Rockingham County, North Carolina, död 5 maj 1875 i Greensboro, North Carolina, var en amerikansk politiker (whig). Han representerade delstaten North Carolinas fjärde distrikt i USA:s representanthus 1851–1853.
Morehead utexaminerades 1819 från University of North Carolina at Chapel Hill. Han studerade sedan juridik och inledde sin karriär som advokat i Greensboro. Han var ledamot av delstatens senat 1835–1836, 1838, 1840 och 1842. Han blev invald i USA:s representanthus i kongressvalet 1850. Han ställde inte upp för omval efter en mandatperiod i representanthuset.
Morehead avled 1875 och gravsattes på First Presbyterian Church Cemetery i Greensboro.